# Philonthus splendens
Philonthus splendens (лат.) — вид коротконадкрылых жуков рода Philonthus из семейства стафилиниды (Staphilinidae).

## Описание
Коротконадкрылые жуки (10—16 мм). Один из крупнейших представителей рода с почти параллельным передним телом и длинным и постепенно сужающимся брюшком. Голова голая, за исключением обычных сенсорных волосков, переднеспинка, брюшко и придатки блестяще-чёрные, надкрылья сильно контрастирующие металлически-зелёные или бронзовые. Голова поперечная, больше у самца, со слабо выпуклыми глазами и параллельными висками, которые сильно закруглены к широкой шее, поверхность довольно уплощена и с рассеянными микропунктурами и крупными сетчатыми точками, особенно за глазами, и тонкой линейной микроскульптурой, которая часто отсутствует на диске. Антенны вставлены сперпеди у наружных краёв мандибул, усиковые сегменты 1—3 удлиненные, 4 и 5 четырёхугольные, 6—10 поперечные; 9 и 10 сильно поперечные. Пронотум поперечный и изогнут латерально (но не сужен) до отчётливых передних углов, задние углы тупые, но иногда плавно изогнуты до округлого базального края, с более крупными сетчатыми точками по краям, но без продольных серий пунктировки на диске. Щитик крупный, треугольный, пунктированный и опушенный, как надкрылья. Надкрылья четырёхугольные, слегка расширены к вершине и с сильно изогнутыми вершинными краями, умеренно сильно и густо пунктированы и опушены. Брюшко с сильно приподнятыми боковыми границами, тергиты блестящие, без микроскульптуры, мелко пунктированы и с длинным опушением, поперечные линии у основания тергитов волнистые или просто изогнутые, но не под углом. Ноги длинные; голени с рядом сильных шипов, особенно в вершинной половине, лапки 5-сегментные и простые, базальные сегменты передних лапок поперечные. Шестой стернит самца имеет выемку на апикальном крае, но их обычно легко узнать по более широко поперечной голове по сравнению с самками.

## Распространение
Это типовой вид рода; в целом он распространен от низменных до среднегорных высот по всей Европе от Средиземноморья до Великобритании и крайнего севера Фенноскандии и простирается на восток через Россию и Малую Азию в Сибирь, Китай и Корею, он присутствует на многих островах Средиземноморья и также известен из северо-западной Африки. Алжир, Европа, Россия, Грузия, Турция, Туркменистан, Казахстан, Китай, Корея.

## Экология
Обычно связан с навозом травоядных животных и поэтому часто встречается среди навоза крупного рогатого скота и овец на открытых пастбищах, но может встречаться и в других ситуациях, например, среди конского помета на грунтовых дорогах и гораздо реже среди разлагающейся органической материи, такой как компост или падаль, богатая добычей, например, личинками мух. В Северной Европе он также часто встречается среди помета диких животных в лиственных и хвойных лесах. Взрослые особи встречаются с апреля по октябрь или ноябрь, пик численности приходится на весну и конец лета, вероятно, они зимуют в почве, но в это время их редко можно встретить, разве что среди отходов от паводков. Как взрослые особи, так и личинки являются хищниками, личинки быстро развиваются весной и в начале лета, хищнически уничтожая других насекомых, но особенно личинок мух среди навоза, в то время как взрослые особи являются более общими хищниками.